# Kamiichi
Kamiichi (jap. 上市町 Kamiichi-machi) – miasto w Japonii, na wyspie Honsiu, w prefekturze Toyama. Według danych na rok 2020 miejscowość zamieszkiwało 19 351 mieszkańców , a gęstość zaludnienia wyniosła 81,7 os./km².